# Stefano da Cesena
Stefano da Cesena, al secolo Don Niccolò dei conti Chiaramonti (Cesena, 22 novembre 1605 – Bologna, 1682), è stato un religioso e teologo italiano.

## Biografia
Patrizio di Cesena, proavo di Papa Pio VII. Un quadro che lo rappresenta riporta l'epigrafe:
Nato a Cesena, decimo e penultimo figlio di Scipione Chiaramonti (1565-1652, filosofo, astronomo, storico), entrò nel 1623 nell'ordine dei Frati Minori Francescani Cappuccini col nome di Padre Stefano da Cesena e si distinse subito quale predicatore valentissimo.
Tenne per parecchi anni la cattedra di sacra teologia a Bologna, fu per tre volte provinciale di quella regione e quindi inviato generale commissario in Svizzera. Nominato Ministro Generale dell'Ordine nel maggio 1671, visitate la Germania e le Fiandre, tenne la carica fino al maggio 1678 quando dovette lasciarla a seguito degli strascichi di una lunga contesa con gli Spagnoli iniziata a Napoli nel 1675. Malgrado questa, visitò la Spagna dove fu ricevuto con grandi onori e nominato il 10 febbraio 1677 Grande di Spagna di I Classe per Diploma di Carlo II di Spagna. Si ritirò in seguito a Bologna dove morì,  ormai cieco, nel 1682.